# Водный стадион (ТЕОС)
ТЕОС «Водный стадион» — бывшая территориальная единица с особым статусом города Москвы, имевшая особый экономический и правовой статус, порядок управления и режим хозяйственной деятельности, просуществовавшая с 2001 года по 2002 год. Располагалась в Северном административном округе.

## История
Территориальная единица с особым статусом «Водный стадион» была организована в 2001 году. Но просуществовала всего год, так как в декабре 2002 года территориальные единицы с особым статусом были исключены из территориального деления Москвы, то есть все ТЕОС были юридически упразднены. Однако закон «О территориальной единице с особым статусом „Водный стадион“» был признан утратившим силу только в 2006 году.

## Границы
В состав ТЕОС «Водный стадион» входили части территорий Левобережного, Головинского и Войковского районов города Москвы между Ленинградским шоссе и Химкинским водохранилищем. Границы ТЕОС «Водный стадион» проходили: по оси Химкинского водохранилища, далее по оси Ленинградского шоссе (исключая территории домовладения № 41 к. 1 и 41 к. 2 по Ленинградскому шоссе), северным границам домовладений № 33, 35 и 31 по Ленинградскому шоссе до Химкинского водохранилища. То есть на территории ТЕОС располагались заброшенный водный стадион «Динамо» и Северный речной вокзал.